# Eustrotia mochensis
Eustrotia mochensis là một loài bướm đêm trong họ Noctuidae.